# 钱福星
钱福星（1926年8月—），台湾高雄人，流体力学家。
钱福星出生于台湾高雄的农家，小学毕业后移居日本。1952年毕业于东京大学应用数学系。此后继续在东大理工学研究所、生产技术研究所、航空研究所深造，并在富士精密工业株式会社任顾问，负责火箭、导弹的气动设计。1961年获东京大学博士学位。此后在中国大陆方面争取下，钱福星前往北京，出任中国科学院力学研究所研究员，并负责高速空气动力学研究室。此外，他还是中国力学学会理事、中国航空学会理事，并曾任台湾民主自治同盟第三届中央副主席、第五届全国政协委员、第六届全国政协常委。1986年3月他回到日本定居。